# Mihail Larsen
Mihail Larsen (født 19. april 1947, død 13. oktober 2022) var en dansk idehistoriker og professor i idéhistorie ved Det Europæiske Universitetsinstitut i Firenze.
Larsen var studenterrådsformand ved Aarhus Universitet 1970-71, gennemførte Lic.phil. i idehistorie sammesteds i 1973, hvor han også siden blev lektor og institutbestyrer og derefter samme bestalling på RUC.
Larsen var medvirkende til professoropgøret på Aarhus Universitet i slutningen af 1960'erne, som han havde iagttaget årene før på Berkeley Universitet. På idehistoriefaget i Aarhus var Larsen stærkt medvirkende til at institutprofessoren Johannes Sløk flyttede sin stol tilbage til Det Teologiske Fakultet, efter at Larsen i 1969 udsendte et tresiders kritisk åbent brev til professoren. Vi var optaget af "fagenes kritiske potentiale" udtalte Larsen, som han siden fortrød. På idehistoriefagets 1. del endte det med at kun Karl Marx var obligatorisk forfatter i pensum, dengang.